# Scolecoseps boulengeri
Scolecoseps boulengeri — вид сцинкоподібних ящірок родини сцинкових (Scincidae). Ендемік Мозамбіку. Вид названий на честь бельгійсько-британського зоолога Джорджа Альберта Буленджера.

## Поширення і екологія
Scolecoseps boulengeri мешкають в прибережних районах на північному сході Мозамбіку, в провінціях Кабу-Делгаду і Нампула. Вони живуть на прибережних піщаних дюнах.